# Bouguenais

Bouguenais este o comună în departamentul Loire-Atlantique, Franța. În 2009 avea o populație de 17,622 de locuitori.